# Episodi di Wynonna Earp (prima stagione)
La prima stagione della serie televisiva Wynonna Earp, composta da 13 episodi, è stata trasmessa sul canale statunitense Syfy dal 1º aprile al 24 giugno 2016, mentre in Canada è andata in onda dal 4 aprile al 27 giugno 2016 sul canale CHCH-DT.
In Italia, la stagione è stata interamente pubblicata il 1º marzo 2017 sul servizio on demand Netflix.
| nº | Titolo originale            | Titolo italiano                        | Prima TV USA   | Prima TV Canada | Pubblicazione Italia |
| -- | --------------------------- | -------------------------------------- | -------------- | --------------- | -------------------- |
| 1  | Purgatory                   | Purgatorio                             | 1º aprile 2016 | 4 aprile 2016   | 1º marzo 2017        |
| 2  | Keep the Home Fires Burning | Lascia che la casa continui a bruciare | 8 aprile 2016  | 11 aprile 2016  | 1º marzo 2017        |
| 3  | Leavin' on Your Mind        | Lasciando la tua mente                 | 15 aprile 2016 | 18 aprile 2016  | 1º marzo 2017        |
| 4  | The Blade                   | La Lama                                | 22 aprile 2016 | 25 aprile 2016  | 1º marzo 2017        |
| 5  | Diggin' Up Bones            | Dissotterrando ossa                    | 29 aprile 2016 | 2 maggio 2016   | 1º marzo 2017        |
| 6  | Constant Cravings           | Constant Cravings                      | 6 maggio 2016  | 9 maggio 2016   | 1º marzo 2017        |
| 7  | Walking After Midnight      | Camminando dopo mezzanotte             | 13 maggio 2016 | 16 maggio 2016  | 1º marzo 2017        |
| 8  | Two-Faced Jack              | Jack doppia-faccia                     | 20 maggio 2016 | 23 maggio 2016  | 1º marzo 2017        |
| 9  | Bury Me With My Guns On     | Seppelliscimi con la mia pistola       | 27 maggio 2016 | 30 maggio 2016  | 1º marzo 2017        |
| 10 | She Wouldn't Be Gone        | Lei non sarebbe voluta andare via      | 3 giugno 2016  | 6 giugno 2016   | 1º marzo 2017        |
| 11 | Landslide                   | Landslide                              | 10 giugno 2016 | 13 giugno 2016  | 1º marzo 2017        |
| 12 | House of Memories           | La casa dei ricordi                    | 17 giugno 2016 | 20 giugno 2016  | 1º marzo 2017        |
| 13 | I Walk the Line             | Sul filo del rasoio                    | 24 giugno 2016 | 27 giugno 2016  | 1º marzo 2017        |